# After the Rain (머디 워터스의 음반)
| 전문가 평가 | 전문가 평가 |
| 평가 점수   | 평가 점수   |
| 출처        | 점수        |
| ----------- | ----------- |
| AllMusic    | [ 1 ]       |

《After the Rain》은 미국의 블루스 음악가 머디 워터스의 여섯 번째 스튜디오 음반이다. 이는 전년도 《Electric Mud》의 후속곡이며, 동일한 음악가들을 많이 공유하고 있다. 《Electric Mud》와 달리 《After the Rain》은 대부분 워터스의 자작곡을 포함하고 있다. 곡들은 여전히 왜곡되어 있지만 덜 명백하게 사이키델릭한다.

## 발매
2011년 9월 13일, 겟 온 다운 레코드는 콤팩트 디스크와 바이닐로 음반을 디지털 리마스터드하고 재발행했다. 2011년 11월 22일, 《After the Rain》과 《Electric Mud》가 결합되어 BGO 레코드에 의해 단일 디스크로 재발행되었다.

## 곡 목록
모든 곡들은 특별한 언급이 없는 한 머디 워터스에 의해 작사/작곡하였다.
| #  | 제목                     | 작사·작곡     | 재생 시간 |
| -- | ------------------------ | ------------- | --------- |
| 1. | 〈I Am the Blues〉       | 윌리 딕슨     | 4:36      |
| 2. | 〈Ramblin' Mind〉        |               | 4:44      |
| 3. | 〈Rollin' and Tumblin'〉 |               | 4:47      |
| 4. | 〈Bottom of the Sea〉    |               | 5:21      |
| 5. | 〈Honey Bee〉            |               | 4:14      |
| 6. | 〈Blues and Trouble〉    |               | 4:20      |
| 7. | 〈Hurtin' Soul〉         | 찰스 윌리엄스 | 4:35      |
| 8. | 〈Screamin' and Cryin'〉 |               | 4:59      |